# بوريس كيريلوف
بوريس كيريلوف (مواليد 4 أغسطس 1992) هو سبّاح أذربيجاني، مثّل بلاده في الألعاب الأولمبية الصيفية 2016.

## روابط خارجية
بوريس كيريلوف على موقع الاتحاد الدولي للسباحة (الإنجليزية)
- بوريس كيريلوف على موقع أوليمبيديا (الإنجليزية)